# 帝国電力300形電車

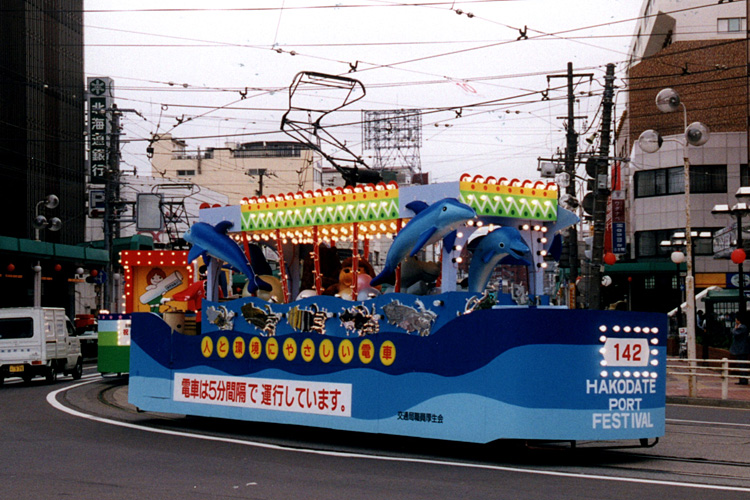
函館市交通局装形（2001年8月撮影）

帝国電力300形電車（ていこくでんりょく300がたでんしゃ）は、1936年（昭和11年）に製造された帝国電力（後に函館市交通局、函館市電）の路面電車である。

## 概要
1934年（昭和9年）の函館大火により焼失した車両を補充するため、当時函館で路面電車事業を行なっていた帝国電力が地元の函館船渠に製造を依頼し、1936年に15両導入した車両である。当時「新車」「鋼鉄車」との愛称であった。設計の際参考ににするべく係員を横浜市と神戸市に派遣し調査。車両のデザインはアメリカのバーニーカーを参考にしている。車両製作にはすべて国産品を指定した。車内天井は合板内張り加工、車体外側は電気溶接と斬新な工法を採用（312 - 315号は車両を頑丈に見せる目的でリベット仕上げ）。塗装もラッカー塗りにした。

## 製造
1936年に函館船渠で301 - 315の15両が製作された。

## 車体
車体は函館大火の教訓から、内装や屋根は木造のままではあるが車体そのものは鋼製の半鋼製とされた。

## 台車・主電動機・歯車比・制御器・ブレーキ
台車に関しては従来のブリル21Eではなく、住友金属工業株式会社B型SBHK-20Lが採用されたほか、主電動機は株式会社日立製作所HS-301-13が2台採用されている。この電動機は回転数1180rpmで1時間定格出力26.01 kw。歯車比は74：13。制御器は日立DRBC、447（KR-7）で直並列抵抗直接制御。制動機は当初ハンドブレーキであったが、後に日本エアーブレーキ株式会社のDH-10に換装される。駆動方式は吊り掛け式である。

## 運用
輸入部品を使用していた従来車両に比べ故障が少なく、低重心のリジットな構造であった事で軌道上の積雪にも強く、定時運用率の向上に寄与し、乗務員や乗客からの高い信頼を得ており、戦前の車両の代表格として親しまれた。その後東京市電気局から購入した200形ともども1943年（昭和18年）11月1日に函館市に譲渡され、戦後も500形と共に主力車として使用された。

## 廃車
1970年（昭和45年）に元東京都電7000形である1000形が導入されたことにより、転用・保存された一部の車両を除いて廃車解体された。

## 花電車への転用
3両が花電車である装形（装1 - 3）に改造され、函館港まつりの際のパレード等で使用されている。

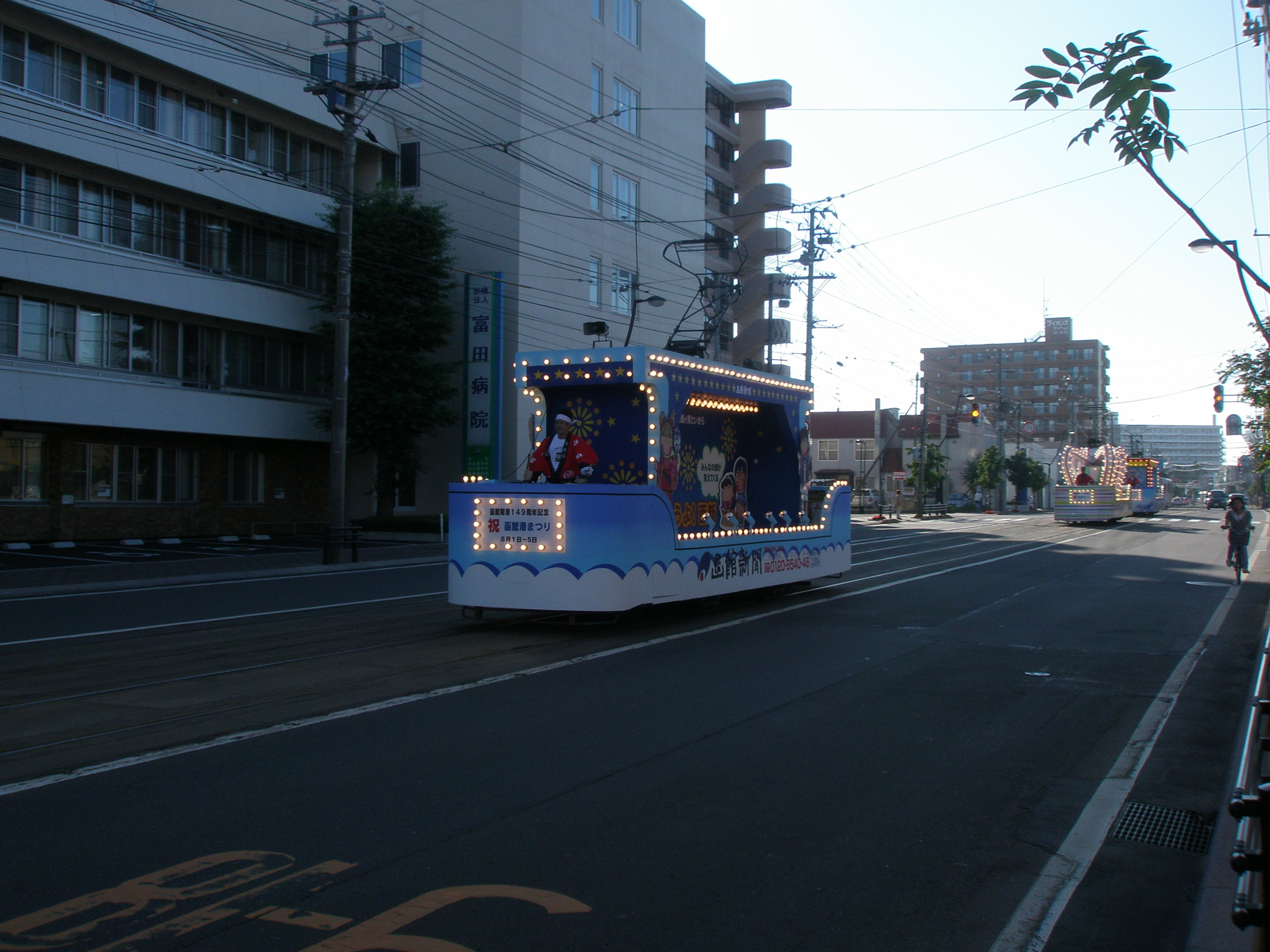
函館市交通局装形1（通称・花電車、2008年7月30日撮影）
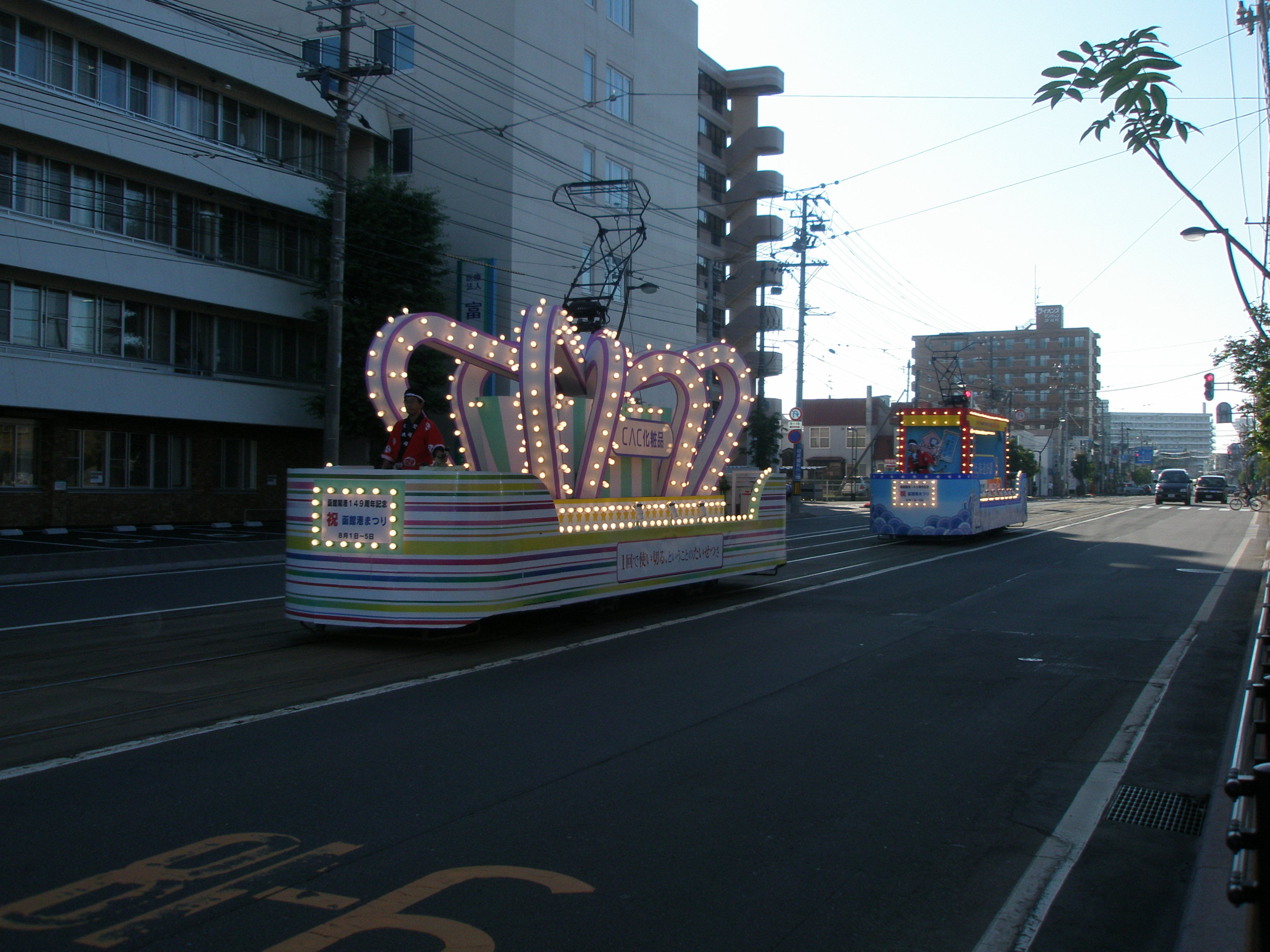
函館市交通局装形2（通称・花電車、2008年7月30日撮影）
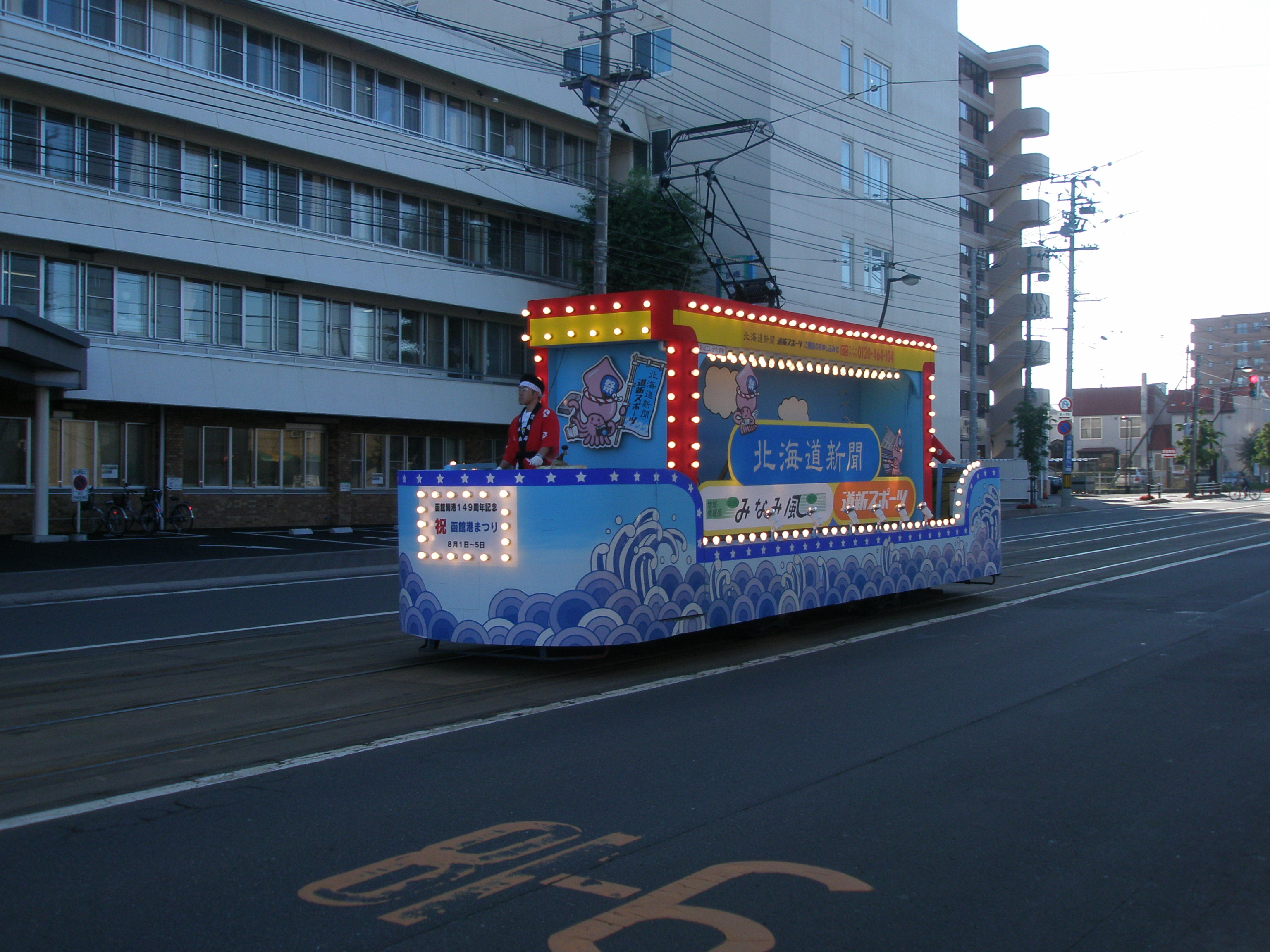
函館市交通局装形3（通称・花電車、2008年7月30日撮影）

## 構内移動機への転用
301が廃車後も車庫内で構内移動機として使用されていたが、1981年ごろ解体されたため現存しない。

## 保存車
函館市梁川町の梁川公園に312が保存されていたが老朽化のため撤去された。307が製造時の313に車番を改めた上で北海道開拓記念館（現在の北海道博物館）へ寄贈され、非公開でシートを被っているものの現存している。